# 森下信
森下 信（もりした しん、1954年（昭和29年） - ）は、日本の工学者。横浜国立大学名誉教授。専門は機械力学、応用力学。
第97期日本機械学会会長。元国立大学法人横浜国立大学理事・副学長。一般社団法人日本クレーン協会会長、公立大学法人新潟県立大学理事。

## 人物・経歴
千葉県生まれ。1973年千葉県立千葉高等学校卒業。1978年横浜国立大学工学部造船工学科卒業、板垣浩教授に疲労寿命に関する卒業研究指導を受ける。1978年より東京大学大学院で山本善之教授に修士論文および博士論文の指導を受ける。1983年東京大学大学院工学系研究科船舶工学専攻博士課程修了、工学博士。同年豊橋技術科学大学助手。1985年横浜国立大学工学部助教授。1990年プリンストン大学のProf. Masanobu Shinozukaの指導の下でVisiting Fellow。1991年より東京大学生産技術研究所の浦環研究室および木村好次研究室にて研究員、1991年マサチューセッツ工科大学のProf. Stephen Crandallの指導の下でVisiting Scientist。1997年横浜国立大学工学部教授。2001年日本機械学会機械力学・計測制御部門長。2011年横浜国立大学大学院環境情報研究院長・学府長。2015年より2019年まで国立大学法人横浜国立大学理事（研究・評価担当）・副学長。2019年には第97期日本機械学会会長に選出された。2020年に定年退職と同時に横浜国立大学名誉教授。2020年に第7代一般社団法人日本クレーン協会会長。2021年より公立大学法人新潟県立大学理事。

## 著書
- 『コンピュータの基礎と数値計算』（編著）丸善 2002年
- 『セルオートマトン：複雑系の具象化』養賢堂 2003年
- 『知って納得！ 機械のしくみ』朝倉書店 2014年
- 『分解する図鑑』小学館 2020年